# 江夷
江夷（384年—431年），字茂遠，濟陽考城人。晉黃門侍郎、《徙戎論》作者江統的曾孫，祖父江虨及父江敳皆在東晉任官。東晉末及南朝宋官員，在宋官至尚書右僕射。

## 生平
江夷年輕就磨練自己，建立名節，為當時一眾後進中的優秀人物。桓玄稱帝時讓江夷任豫章王文學，不久劉裕興兵討伐桓玄，又以江夷為鎮軍行參軍，又曾參大司馬琅邪王軍事及為大司馬主簿，並以協助平定桓玄的功勳封州陵縣五等侯。後歷多次轉職後任侍中，並在劉裕北伐後秦時隨大司馬司馬德文隨軍北伐，到洛陽拜過晉帝園陵，至潼關後南返。南歸後，江夷領寧遠將軍、琅邪內史、本州大中正，總領大司馬府及琅邪國的所有事務。
元熙元年（419年），劉裕受封宋王，建臺，以江夷為五兵尚書。永初元年（420年）劉裕篡晉，江夷轉度支尚書，及後又外任義興太守，秩中二千石。後又曾人吏部尚書及吳郡太守。景平二年（424年），被徐羨之等輔政大臣所廢黜的宋少帝被送到吳郡幽禁，不久更在金昌亭遇害，江夷前去哀悼，盡臣之禮。及後又再出任丹楊尹、吏部尚書，加散騎常侍以及尚書右僕射。元嘉八年（431年），江夷改授湘州刺史，加散騎常侍，然而未到任就病逝，享年四十八歲。朝廷追贈前將軍。

## 性格特徵
- 江夷儀容俊美，舉止優雅，為官多年行事寛和簡約，死後亦要求節葬。

## 子女
- 江湛，江夷子，南朝宋侍中，宋文帝心腹，劉劭起兵奪位時遇害。
- 江氏，江夷女，嫁南平王劉鑠。宋前廢帝後來召江氏入宮逼其侍奉他，江氏堅決不肯，三子皆被殺且被鞭打一百。
- 江淳，江夷子，字徽源，南朝宋太子洗馬，女兒嫁臨澧縣侯劉襲[2]。

## 延伸阅读
[在维基数据编辑]
 《宋書·卷53》，出自沈约《宋书》
 《南史·卷36》，出自李延壽《南史》